# 濡水
濡水为古河流名，有二。
1. 一為中山国曲逆的濡水，即今天源于河北顺平西北的祁河及其下游的方顺河、石桥河，河道多曲折回转，又名曲逆水；濡水向东流与博水（金线河）、滱水（唐河）、易水会合，仍称濡水；公元前535年齐国与燕国盟于濡上，即今河北任丘西北一带。
2. 另一為涿郡故安的濡水，即今天源于河北易县西北向东会合南易水注入拒马河的北易水。

## 延伸阅读
[在维基数据编辑]
 《欽定古今圖書集成·方輿彙編·山川典·濡水部》，出自陈梦雷《古今圖書集成》